# Odd Nerdrum
Odd Olaf Nerdrum (født 8. april 1944 i Helsingborg) er en norsk kunstmaler. Han betegner sig selv som figurativ kitsch-maler, men kan også karakteriseres som en moderne klassisk med forbilleder fra den ældre kunsthistorie i protest mod modernismen. Hans mest kendte og provokerende malerier er "Mordet på Andreas Baader" fra 1977-1978, hvor han fremstiller terroristen som et offer, og "Selvportrett i gylden skrud" fra 1998, hvor han afbilleder sig selv med erigeret penis. Han har gennem sin malerstil og sit kunstsyn flere gange skabt offentlig debat om kunst i Norge. Nerdrum har haft en mængde udstillinger og høstet stor kommerciel succes. I december 2003 flyttede han til Island. Gennem 1960'erne, 1970'erne, og 1980'erne arrangerede Odd Nerdrum, sammen med blandt andre Bjørn Fjell, Arne Paus og Karl Erik Harr, en serie af udstillinger under titlen "Romantikk og realisme". 

## Provokativ
Nerdrum var elev ved Statens kunstakademi under Aage Storstein og Alexander Schultz, men afbrød sin kunstuddannelse i løbet af 1960'erne for at uddanne sig på en klassisk måde i forlængelse af gamle mestre som Caravaggio og måske specielt Rembrandt. Nerdrum blev skolet på et højt niveau og hans tekniske begavelse er uovertruffen. I de første år led han nok under ignorance og arrogance, men har selv bedrevet sin offerrolle meget langt. I de sidste år har han introduceret det bitter-søde begreb kitsch om sin egen kunst, som nok er egnet til både at provokere og forvirre, en reaktion som den medievante Nerdrum næppe er sig ubevidst.
Odd Nerdrum havde sin første udstilling i Norge i 1967, 23 år gammel. Allerede fra hans første udstilling kunne det være vanskeligt at se hvilket standpunkt han tog i sine billeder, men "kunsten behøver ikke nødvendigvis være hverken revolutionær eller skildre noget samfundsmæssigt problem", sagde han selv til Bergens Tidende i 1977.

## Teknisk dygtighed
Nerdrum mener, at hans kitsch er præget af tourettes syndrom, og at mange af hans billeder er ticks som, selvom de er direkte i formen og socialt forkerte, har en indre skønhed som kommer af sygdommen.
Billedet "Stefanus – den første martyr" fra 1969 viser øjensynligt et offer for vold på gaden, men patosen gør det vanskeligt at afgøre af hvilken type vold eller af hvem.
"Frigørelse" fra 1975 viser en kvinde siddende overskrævs på en liggende mand på en enkel madras i et sparsomt møbleret rum. Billedet kan være ment som en kommentar til samtidens kvindesag ved at vise kvinden som en aktiv part, men billedet er temmelig diffust i udrykket. Manden ser mere ud som et offer.
Med "Mordet på Andreas Baader" i 1978 havde Nerdrum for alvor taget skridtet ud i samfundsdebatten. Billedet viser et storslagent tableau hvor en halvnøgen, udstrakt og nærmest Kristus-lignende figur, den tyske venstreterrorist (identificeret i billedets titel) som mest sandsynligt begik selvmord, bliver skudt i baghovedet af en dressklædt mand med ansigtet i skygge. Billedet er mesterligt udført, kompositorisk og teknisk, men for mange af tilskuerne blev virkemidler fra fortidens billedkunst distancerende til indholdets dramatiske hændelse.
Nerdrum kunne også vise andre sider som det tungt socialrealistiske billede "Trygt" (1973), indkøbt af Nasjonalgalleriet, og "Moren vender tilbake som ung kvinne" (1974), som beklageligvis blev makuleret af kunstneren selv i 1978.

## Misledt og begejstret
Til trods for den medfart og ofte mishandling som Nerdrum stadig fik af kunstanmelderne, specielt i begyndelsen og frem til slutningen af 1980'erne, engagerer han ofte publikum. Hvis der er nogen samtidskunstner, som er kendt af de fleste i Norge, er det Odd Nerdrum, som også har skabt sig et navn internationalt. 
Gunnar Sørensen påpegede i 1980 at det egentlig er "hverken Rembrandt eller Velazquez som udgør hans nærmeste åndsfæller, for egentlig hører han vel hjemme i traditionen fra Tidemand, Skredsvig og Chr. Krogh." Grunden er at i denne årsagssammenhæng står anekdotiske kompositioner med sentimentalitet og romantisk patos centralt.
Nerdrum har Tourettes syndrom med ticks og lyde. Han siger selv, at dette er noget af det, som har skabt den isolation og ensomhed, som har frembragt hans evner, og at ensomheden har været "frugtbar". Det startede i attenårsalderen, men er nu aftagende.
Nerdrum regnes i dag som en af Norges mest centrale nulevende kunstnere. Værket Skyen (1985) er kåret til et af Morgenbladets 12 vigtigste kunstværker.